# Juana Barraza Samperio
Juana Barraza Samperio (Epazoyucan, Hidalgo; 27 de diciembre de 1957), conocida como la Mataviejitas o la Dama del Silencio, es una asesina en serie mexicana, condenada a 759 años de prisión por haber asesinado a un total de 17 ancianas y haber cometido doce robos entre finales de los años 90, e inicio de la década de los 2000.

## Biografía
Juana Barraza Samperio nació el 27 de diciembre de 1957 en el municipio de Epazoyucan, Hidalgo, México, siendo hija de Trinidad Barraza Ávila, y Justa Samperio. Su madre era alcohólica, y en una reunión con otras personas, a cambio de un paquete de cervezas, esta accedió a que un hombre se llevara a su hija para que tuviera sexo con ella. Samperio quedó embarazada de él, y posteriormente engendró otros seis hijos. José Enrique Lugo Barraza, su hijo mayor, fue asesinado a los veinticuatro años de edad. La mujer tenía conocimientos en enfermería, y adoraba a la Santa Muerte.
Por varios años se pensó que la mujer había sido luchadora profesional, pero luego del lanzamiento del documental La Dama del Silencio: El caso Mataviejitas (2023) producido por Netflix, sus excompañeras luchadoras afirmaron que únicamente era fanática de dicho deporte porque nunca lo practicó profesionalmente; ese fanatismo la llevó a adoptar el personaje de «la Dama del Silencio» y a comprarse un traje de luchadora y un campeonato de lucha libre, esto como un tipo de fantasía deportiva.

## Investigación
El primer asesinato atribuido a esta mujer, fue cometido a finales de los años noventa, entre 1997 y 1998. Todas las víctimas de la asesina eran mujeres de 60 o más años, quienes en su mayoría vivían solas y solían ser engañadas con la historia de que serían apoyadas con una ayuda económica que el entonces gobierno les brindaría. Sus asesinatos eran provocados por golpes, heridas de armas punzocortantes o estrangulación, con robos materiales a las víctimas inmediatamente después de ser asesinadas.
En el transcurso de las actividades criminales del asesino, las autoridades policiacas fueron duramente criticadas por los medios de comunicación puesto que, todavía a finales del 2005, asumían un «sensacionalismo mediático» respecto a un asesino en serie. Asimismo, se criticó el hecho de que el asesino era buscado, tal vez inútilmente, entre las prostitutas y/o travestis de la Ciudad de México. Entonces, la policía suponía (debido a reportes de testigos) que se trataba de un hombre que se vestía de mujer para obtener el acceso a las viviendas de sus víctimas. En alguno de los casos, se reportó que se había visto a una mujer corpulenta vestida con una blusa roja.
La búsqueda del asesino fue complicada debido al cúmulo de evidencias contradictorias. En un punto de la investigación, la policía conjeturó que eran dos asesinos los que podrían estar implicados. También se puso singular atención en la extraña coincidencia de que por lo menos tres de las víctimas del asesino poseían una copia de una pintura de 1888 Niño en Chaleco Rojo, del artista francés Paul Cézanne. Curiosamente, antes de la captura de la presunta asesina, las autoridades mexicanas divulgaban declaraciones de testigos que señalaban que el asesino usaba ropa de mujer para acceder a los apartamentos de las víctimas. En uno de los casos, uno de los testigos observó a una «mujer grande con una blusa roja» salir del hogar de una de las mujeres asesinadas. Ello fue interesante para los criminólogos, forenses y detectives puesto que había grandes paralelos entre el comportamiento del asesino y Thierry Paulin. Bajo ese contexto, se atribuyó al homicida (presumiblemente varón) la posibilidad de una doble personalidad. Otra observación interesante hecha por los investigadores fue la extraña coincidencia de que algunas de las víctimas eran de origen español.

## Arresto
El 25 de enero de 2006, fue arrestada al intentar huir de la casa de su última víctima, Ana María de los Reyes Alfaro, de 89 años de edad, a quien estranguló con un estetoscopio.
Tras su captura, se dio a conocer que la persona que cometía los crímenes era una mujer, y no un hombre, como se tenía pensado. La detenida fue Juana Barraza Samperio, de entonces 48 años, una exluchadora profesional. Los testigos de anteriores escenas del crimen habían descrito a una mujer de apariencia masculina (lo que había dado pie a la búsqueda inicial de un travesti). Barraza se asemejaba bastante a un modelo de arcilla que describía las características faciales del asesino: persona de cabello tupido, teñido de color rubio y rostro de facciones duras. Al ser detenida portaba un estetoscopio, formas de solicitud de pensión para ancianos y una tarjeta que la identificaba como trabajadora social. Preliminarmente, la policía de la Ciudad de México no pudo detenerla antes, ya que no contaban con huellas dactilares completas que pudieran dar la identidad de la asesina.
Al momento de ser capturada, la presunta asesina confesó haber asesinado a la anciana Ana María de los Reyes Alfaro y a otras tres mujeres, pero negó estar implicada en el resto de los diez asesinatos (de entre los cuarenta que se le sospechaban) con que los fiscales la implicaban a través de huellas digitales. Comentó a los reporteros que había visitado la casa de Ana María de los Reyes Alfaro en búsqueda de trabajo como lavandera, y declaró que «sabrían por qué la había asesinado cuando lo leyeran en su declaración ministerial».

### Juicio
La mujer admitió haber sido culpable del asesinato de Ana María de los Reyes, y declaró que su motivo para matar había sido el rencor acumulado hacia su madre, declarando lo siguiente:

«Odiaba a las señoras porque mi mamá me maltrató, me pegaba y siempre me maldecía, un día me regaló con un señor grande y yo fui abusada, por eso odiaba a las señoras, yo sé que no es excusa, no merezco perdón ni de Dios ni de nadie, pero ya lo hice».

El 31 de marzo de 2008 fue condenada a 759 años de prisión y recluida en la cárcel de Santa Martha Acatitla, esto con los cargos del asesinato de dieciséis mujeres, y doce robos.

## En la cultura popular
En 2005, su caso fue dramatizado en la serie antológica Mujer, casos de la vida real con los episodios «La enfermera de la muerte», y «Mataviejitas», en la época en que dichos episodios fueron transmitidos, Juana aún no había sido detenida y ocurrían los asesinatos. También como en la emisión Central de abasto; en ambas producciones fue interpretada por la actriz María Prado. El mismo año, el caso también fue representado en el capítulo «Machismo» de la primera temporada en la serie estadounidense Criminal Minds.
En 2006, el escritor Víctor Ronquillo publicó el libro Ruda de corazón: el blues de la Mataviejitas, el cual es un reportaje novelado que narra los asesinatos de Juana Barraza Samperio. La obra es el resultado de una investigación biográfica que llevó a cabo el autor sobre esta mujer.
En el programa La Historia Detrás del Mito de TV Azteca, se realizaron 2 episodios sobre su caso.
En 2007, el caso fue llevado con modificaciones a la pantalla chica en el capítulo «El buen samaritano» de la primera temporada de la serie mexicana Capadocia. Juana fue interpretada por la actriz Norma Angélica; y en febrero del mismo año, la cantante, Amandititita se basó en Juana para hacer la séptima canción de su primer álbum, La reina de la anarcumbia. La canción esta titulada con el apodo que recibió Juana: «La mataviejitas».
El programa de Investigation Discovery: Instinto asesino, tiene un episodio de esta historia titulado: "La Mataviejitas".
En 2010, en la tercera temporada de la serie de televisión mexicana Mujeres asesinas, un episodio recrea el caso de Juana Barraza Samperio, titulado «Maggie, pensionada», donde "Juana" fue interpretada por la actriz Leticia Perdigón.
En 2023, se estrenó en Netflix un documental sobre este caso, titulado La Dama del Silencio: El caso Mataviejitas y dirigido por María José Cuevas.Fue nominado en la 66° edición de los Premios Ariel en la categoría a Mejor Documental.